# 马尔纳泰 (瓦雷泽省北)
马尔纳泰（義大利語：Malnate），是意大利瓦雷泽省的一个市镇。总面积8.79平方公里，人口16500人，人口密度1877.1人/平方公里（2009年）。国家统计（ISTAT）代码为012096。